# Franz Alfred Wagner
Franz Alfred Wagner (* 9. Mai 1957) ist ein deutscher Krankenpfleger und ehemaliger Präsident des Deutschen Pflegerats.

## Leben und Wirken
Franz Wagner schloss 1979 seine Berufsausbildung zum Krankenpfleger in Regensburg ab. Danach arbeitete er im Bereich der Intensivpflege und absolvierte die Weiterbildung zur Stationsleitung in Ulm und danach für Intensivpflege und Innere Medizin in Nürnberg. Von 1986 bis 1999 war er Lehrer für Pflegeberufe am Klinikum Nürnberg, die Weiterbildung zum Lehrer absolvierte er in Bayreuth. 1996/1997 studierte er als Stipendiat der Robert Bosch Stiftung Pflege- und Gesundheitswissenschaften an der University of Edinburgh und schloss das Studium mit einem Master of Science ab. Ab 1997 war er zudem Geschäftsführer des Pflegewissenschaftlichen Institutes am Klinikum Nürnberg. Zusammen mit Jürgen Osterbrink begründete er 1997 die Internationalen Nürnberger Pflegetheorienkongresse.
Von 1999 bis 2021 war er Bundesgeschäftsführer des Deutschen Berufsverbands für Pflegeberufe (DBfK) e. V. Von 2017 bis 2021 wirkte er als Präsident des Deutschen Pflegerats (DPR) e. V., zuvor war er bereits von 2006 bis 2017 Vizepräsident des DPR.
International wirkte er von 2001 bis 2005 als Mitglied des Vorstands (Board of Directors) des International Council of Nurses (ICN) und von 2005 bis 2009 als 1. Vizepräsident des ICN. Von 2001 bis 2013 war er Direktor des WHO Collaborating Centers Nursing, das durch den DBfK getragen wurde.

## Inhaltliche Schwerpunkte
Ab 1990 war Franz Wagner berufspolitisch zum Thema Pflegebildung aktiv, zuerst als Delegierter der AG Unterrichtsschwestern und -pfleger Mittelfranken im Bundesausschuss der Unterrichtschwestern und -pfleger. Im Bundesausschuss (BA) war er von 1992 bis 1999 Mitglied des Vorstandes und maßgeblich an der Strukturreform des BA zum Bundesausschuss der Lehrerinnen und Lehrer für Pflegeberufe e. V. beteiligt. Inhaltlich wurden in dieser Zeit vor allem die Reformen der Pflegeausbildung und der Pflegelehrerausbildung bearbeitet. Als Vertreter des BA war er 1998 Mitbegründer des Deutschen Pflegerats.
Seine Themenschwerpunkte beim Deutschen Berufsverband für Pflegeberufe und beim Deutschen Pflegerat waren neben Pflegebildung das Sozialrecht, bezogen auf Pflege und Gesundheit, Qualitätsentwicklung und Professionalisierung der Pflege (darunter Familiengesundheitspflege und Community Health Nursing). Er wirkte unter anderem mit beim Runden Tisch im Gesundheitswesen des Bundesministeriums für Gesundheit (BMG) 2001, beim Runden Tisch Pflege von BMG und Bundesministerium für Familie, Senioren, Frauen und Jugend (BMFSFJ) 2003, im Beirat Modellausbildungen Altenpflege des BMFSFJ 2005–2008, im Beirat Kampagne für eine moderne Altenpflege des BMFSFJ 2007–2008, im Beirat zur Neuformulierung des Pflegebedürftigkeitsbegriffs im BMG 2007–2009, beim Pflegegipfel des BMG 2008–2009 sowie der Konzertierten Aktion Pflege von BMG, BMFSFJ und Bundesministerium für Arbeit und Soziales (BMAS) 2018/2019.
Er war zudem in zahlreichen Projektbeiräten beteiligt.
Von 2014 bis 2017 leitete er die Programmkommission des Deutschen Pflegetags beim Deutschen Pflegerat, von 2018 bis 2020 war er Kongresspräsident des Deutschen Pflegetags.
Von 2004 bis 2019 war er Mitglied der Anerkennungskommission Case und Care Management der Deutschen Gesellschaft für Case und Care Management e. V. (DGCC) zur Zertifizierung von Case Managern und Weiterbildungsinstituten für Care und Case Management. Seit 2009 ist Franz Wagner Mitglied des Kuratoriums der gemeinnützigen Stiftung Zentrum für Qualität in der Pflege (ZQP) und seit 2018 dessen Vorsitzender. Von 1999 bis 2000 war Franz Wagner Mitglied der Expertenkommission zur Entwicklung des ersten Expertenstandards Dekubitusprophylaxe des Deutschen Netzwerks für Qualitätsentwicklung in der Pflege (DNQP). Seit 2012 ist er Mitglied des Lenkungsausschusses des DNQP.
International war er aktiv, beginnend mit der vom DBfK organisierten WHO-Ministerkonferenz Pflege und Hebammenwesen im Jahr 2000, bei der die Münchner Erklärung verabschiedet wurde. Von 1999 bis 2021 vertrat er den DBfK bei der European Federation of Nurses Associations (EFN), vormals Permanent Committee of Nurses (PCN). Von 2001 bis 2003 vertrat er den DBfK in der Workgroup of European Nurse Researchers (WENR). Von 2001 bis 2009 war er Mitglied im Vorstand des ICN. Von 2002 bis 2010 gehörte er der Strategic Advisory Group für die international Classification for Nursing (ICNP) des ICN an. Von 2013 bis 2017 und von 2020 bis 2023 war er Mitglied im Vorstand des European Forum of National Nurse und Midwivery Associations (EFNNMA).
Von 2010 bis 2019 wurde er vom American Nurse Credentialing Center (ANCC) in die Commission on Magnet berufen. Die Kommission vergibt die Auszeichnung als Magnet-Krankenhaus.

## Ehrungen
- Princess Muna al-Hussein Award des American Nurses Credentialing Center (ANCC) 2012[6]
- Ehrendoktor Dr. rer.cur. h.c. der Philosophisch-Theologischen Hochschule Vallendar 2019[7]
- Verdienstkreuz am Bande des Verdienstordens der Bundesrepublik Deutschland 2021[8]
- Agnes Karll Medaille des Deutschen Berufsverbands für Pflegeberufe 2022[9]
- Ehrenpräsident des Deutschen Pflegerats 2023[10]

## Veröffentlichungen (Auswahl)
- J. Arets, F. Obex, J. Vaessen, F. Wagner (1996): Professionelle Pflege Band 1. Eicanos Verlag (spätere Auflagen beim Verlag Hans Huber).
- J. Arets, F. Obex, L. Ortmans, F. Wagner (1999): Professionelle Pflege Band 2. Eicanos Verlag (spätere Auflagen beim Verlag Hans Huber).
- T. Segmüller, A. Zegelin, F. Wagner, C. Bienstein (2012): Menschen würdig pflegen? Konrad Adenauer Stiftung.
- N. M. Szepan, F. Wagner (Hg., 2018): Agenda Pflege 2021. KomPart Verlag.
- F. Wagner (2022): Der Beitrag der Pflege zur Sicherheitskultur im Krankenhaus. In: R. Hecker (Hg., 2022): Risiko- und Sicherheitskultur im Gesundheitswesen. Medizinische Wissenschaftliche Verlagsgesellschaft.